# Mastodia georgica
Mastodia georgica är en lavart som först beskrevs av Reinsch, och fick sitt nu gällande namn av C.W. Dodge 1948. Mastodia georgica ingår i släktet Mastodia och familjen Mastodiaceae.   Inga underarter finns listade i Catalogue of Life.